# Mohamed Bayo
Mohamed Lamine Bayo (ur. 4 czerwca 1998 w Clermont-Ferrand) – gwinejski piłkarz pochodzenia francuskiego występujący na pozycji napastnika we francuskim klubie Lille oraz w reprezentacji Gwinei.

## Kariera klubowa

### Clermont Foot
W 2004 roku, w wieku 6 lat, Bayo dołączył do akademii Clermont Foot. W pierwszej drużynie zadebiutował 11 listopada 2017 w meczu Pucharu Francji przeciwko AS Yzeure (1:0). 29 listopada 2017 podpisał swój pierwszy profesjonalny kontrakt z klubem. 27 lipca 2018 zadebiutował w Ligue 2 w meczu przeciwko LB Châteauroux (0:0). 14 sierpnia 2018 zdobył swoją pierwszą bramkę w meczu Pucharu Ligi Francuskiej przeciwko Stade Lavallois (0:3).

### USL Dunkerque
21 stycznia 2019 roku został wysłany na wypożyczenie do drużyny USL Dunkerque, obowiązujące do końca sezonu. Zadebiutował 1 lutego 2019 w meczu Championnat National przeciwko Pau FC (1:2). 9 lutego 2019 zdobył swoją pierwszą bramkę w meczu ligowym przeciwko FC Villefranche (0:1). 25 czerwca 2019 wypożyczenie zostało przedłużone na kolejny sezon. W sezonie 2019/20 jego zespół zdobył wicemistrzostwo Championnat National i awansował do Ligue 2.

### Clermont Foot
W czerwcu 2020 roku Bayo powrócił do klubu z wypożyczenia. 2 czerwca 2020 roku przedłużył swój kontrakt z klubem do czerwca 2023 roku. 3 października 2020 zdobył swoją pierwszą bramkę w Ligue 2 w meczu przeciwko Rodez AF (3:0). 31 października 2020 zdobył swojego pierwszego hat tricka w meczu przeciwko Valenciennes FC (1:3). 16 marca 2021 roku otrzymał nagrodę gracza miesiąca. Sezon 2020/21 zakończył z wynikiem 22 goli, co pozwoliło mu zdobyć tytuł króla strzelców. W ten sposób znacznie przyczynił się do historycznego awansu swojego zespołu do Ligue 1. 8 sierpnia 2021 zadebiutował w Ligue 1 w meczu przeciwko Girondins Bordeaux (0:2), w którym zdobył pierwszą bramkę w historii klubu w najwyższej klasy rozgrywkowej. Po otwarciu okna transferowego Bayo postanowił pozostać w klubie, pomimo kilku ofert z klubów z Ligue 1. 1 października 2021 przedłużył swój kontrakt z klubem do czerwca 2024 roku.

### Lille
Na 13 lipca 2022, bayo podpisał 5-letni kontrakt z zespołem Lille.

## Kariera reprezentacyjna

### Gwinea
8 marca 2021 roku Bayo wyraził chęć reprezentowania Gwinei. 11 marca 2021 roku został powołany do reprezentacji Gwinei przez selekcjonera Didiera Sixa. Zadebiutował 24 marca 2021 w meczu eliminacji do Pucharu Narodów Afryki 2021 przeciwko reprezentacji Mali (1:0). Pierwszą bramkę zdobył 6 października 2021 w meczu eliminacji do Mistrzostw Świata 2022 przeciwko reprezentacji Sudanu (1:1). 20 grudnia 2021 otrzymał powołanie na Puchar Narodów Afryki 2021.

## Statystyki

### Klubowe
(aktualne na dzień 21 lutego 2022)
| Klub                 | Sezon              | Liga                 | Liga  | Liga   | Puchar kraju | Puchar kraju | Puchar ligi | Puchar ligi | Suma  | Suma   |
| Klub                 | Sezon              | Liga                 | Mecze | Bramki | Mecze        | Bramki       | Mecze       | Bramki      | Mecze | Bramki |
| -------------------- | ------------------ | -------------------- | ----- | ------ | ------------ | ------------ | ----------- | ----------- | ----- | ------ |
| USL Dunkerque (wyp.) | 2018/19            | Championnat National | 10    | 2      | 0            | 0            | –           | –           | 10    | 2      |
| USL Dunkerque (wyp.) | 2019/20            | Championnat National | 24    | 12     | 2            | 2            | –           | –           | 26    | 14     |
| USL Dunkerque (wyp.) | Ogólnie            | Ogólnie              | 34    | 14     | 2            | 2            | 0           | 0           | 36    | 16     |
| Clermont Foot        | 2017/18            | Ligue 2              | 0     | 0      | 1            | 0            | 0           | 0           | 1     | 0      |
| Clermont Foot        | 2018/19            | Ligue 2              | 5     | 0      | 2            | 0            | 2           | 1           | 9     | 1      |
| Clermont Foot        | 2020/21            | Ligue 2              | 38    | 22     | 0            | 0            | –           | –           | 38    | 22     |
| Clermont Foot        | 2021/22            | Ligue 1              | 20    | 10     | 0            | 0            | –           | –           | 20    | 10     |
| Clermont Foot        | Ogólnie            | Ogólnie              | 63    | 32     | 3            | 0            | 2           | 1           | 68    | 33     |
| Ogólnie w karierze   | Ogólnie w karierze | Ogólnie w karierze   | 97    | 46     | 5            | 2            | 2           | 1           | 104   | 49     |

### Reprezentacyjne
(aktualne na dzień 21 lutego 2022)
| Reprezentacja | Rok     | Mecze | Bramki |
| ------------- | ------- | ----- | ------ |
| Gwinea        |         |       |        |
| 2021          | 5       | 2     |        |
| 2022          | 6       | 1     |        |
| Ogólnie       | Ogólnie | 11    | 3      |

| Mecze i gole w reprezentacji | Mecze i gole w reprezentacji | Mecze i gole w reprezentacji | Mecze i gole w reprezentacji | Mecze i gole w reprezentacji | Mecze i gole w reprezentacji | Mecze i gole w reprezentacji | Mecze i gole w reprezentacji    |
| Lp.                          | Data                         | Miejsce                      | Gospodarz                    | Gość                         | Wynik                        | Gol                          | Rozgrywki                       |
| ---------------------------- | ---------------------------- | ---------------------------- | ---------------------------- | ---------------------------- | ---------------------------- | ---------------------------- | ------------------------------- |
| 1.                           | 24.03.2021                   | Konakry                      | Gwinea                       | Mali                         | 1:0                          |                              | el. Pucharu Narodów Afryki 2021 |
| 2.                           | 01.09.2021                   | Nawakszut                    | Gwinea Bissau                | Gwinea                       | 1:1                          |                              | el. MŚ 2022                     |
| 3.                           | 06.10.2021                   | Marrakesz                    | Sudan                        | Gwinea                       | 1:1                          | Gol                          | el. MŚ 2022                     |
| 4.                           | 09.10.2021                   | Agadir                       | Gwinea                       | Sudan                        | 2:2                          | Gol                          | el. MŚ 2022                     |
| 5.                           | 12.10.2021                   | Rabat                        | Gwinea                       | Maroko                       | 1:4                          |                              | el. MŚ 2022                     |
| 6.                           | 03.01.2022                   | Kigali                       | Rwanda                       | Gwinea                       | 3:0                          |                              | Mecz towarzyski                 |
| 7.                           | 06.01.2022                   | Kigali                       | Rwanda                       | Gwinea                       | 0:2                          | Gol                          | Mecz towarzyski                 |
| 8.                           | 10.01.2022                   | Bafoussam                    | Gwinea                       | Malawi                       | 1:0                          |                              | Puchar Narodów Afryki 2021      |
| 9.                           | 14.01.2022                   | Bafoussam                    | Senegal                      | Gwinea                       | 0:0                          |                              | Puchar Narodów Afryki 2021      |
| 10.                          | 18.01.2022                   | Jaunde                       | Zimbabwe                     | Gwinea                       | 2:1                          |                              | Puchar Narodów Afryki 2021      |
| 11.                          | 24.01.2022                   | Bafoussam                    | Gwinea                       | Gambia                       | 0:1                          |                              | Puchar Narodów Afryki 2021      |

## Sukcesy

### USL Dunkerque
- Wicemistrzostwo Championnat National (1×): 2019/2020

### Clermont Foot
- Wicemistrzostwo Ligue 2 (1×): 2020/2021

### Indywidualne
- Król strzelców Ligue 2 (1×): 2020/2021 (22 gole)[24]

### Wyróżnienia
- Drużyna roku Ligue 2 (1×): 2021[39]
- Gracz miesiąca Ligue 2 (1×): Luty 2021[22]

## Życie prywatne
Bayo urodził się w Clermont-Ferrand, we Francji. Posiada obywatelstwo francuskie oraz gwinejskie.
24 października 2021 roku, Bayo będąc pod wpływem alkoholu spowodował wypadek drogowy, a następnie uciekł z miejsca zdarzenia. Tego samego dnia został zatrzymany i umieszczony w areszcie. Następnego dnia wydał oświadczenie, w którym przeprosił za swoje działania i ich żałuje. Sprawa została skierowana do sądu, a termin rozprawy został wyznaczony na 28 czerwca 2022 roku.